# Balat (Istanbul)

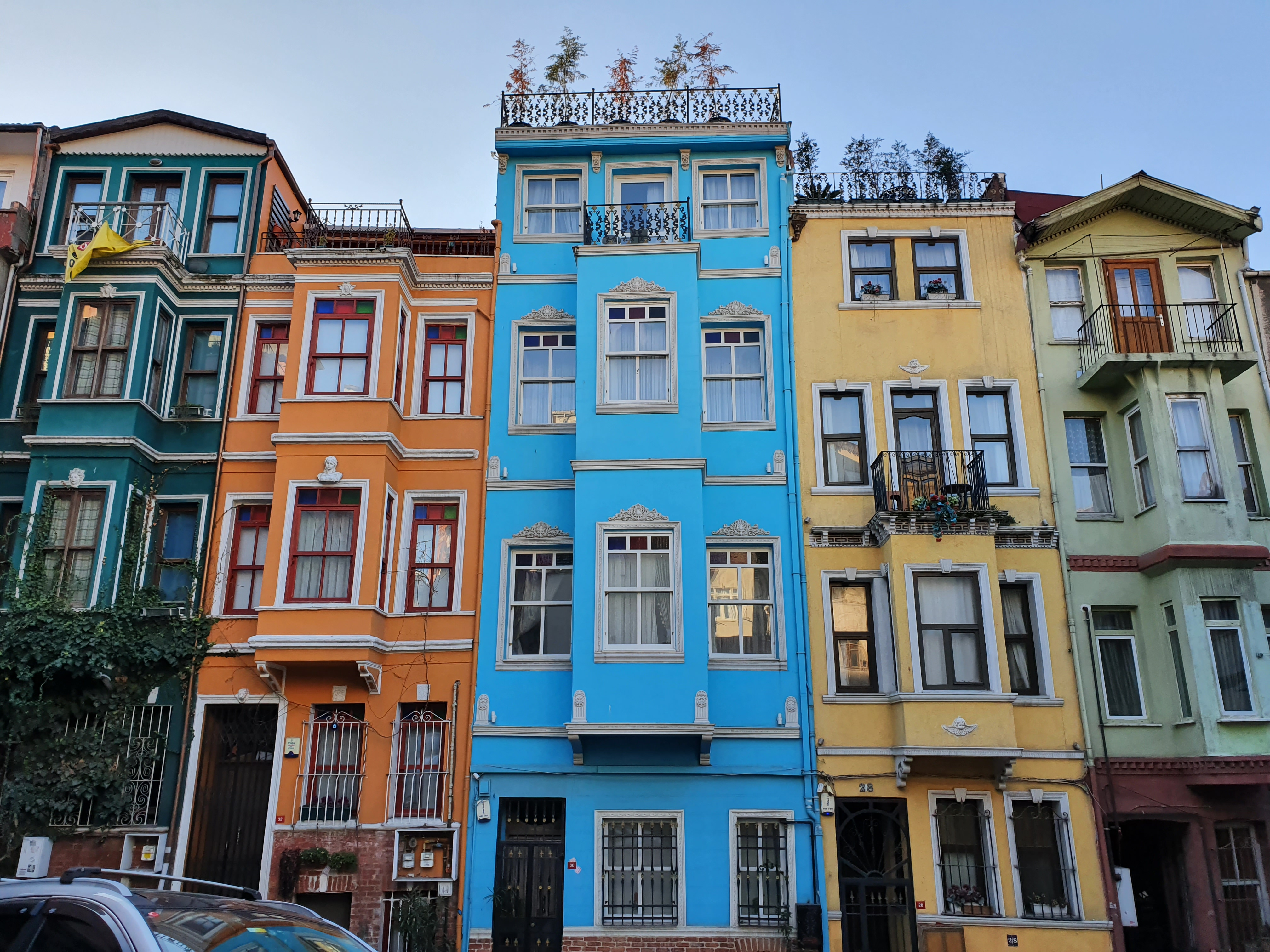
Bunte Häuser in Balat

Balat ist ein Viertel des Istanbuler Stadtteils Fatih.

## Name
Der Name leitet sich vom griechischen Wort Palation, das ins Deutsche übersetzt Palast bedeutet. Er bezieht sich auf einen Kaiserpalast aus den letzten Jahren des byzantinischen Reiches.

## Geschichte
Balat war lange Zeit hauptsächlich von sephardischen Juden bewohnt. Nach der Gründung des Staates Israel 1948 sind die meisten von ihnen in ihre neue Heimat ausgewandert. In den letzten Jahrzehnten ist Balat vor allem zum Wohngebiet ärmerer Einwanderer aus Anatolien geworden. Heute bilden Türken, Kurden und viele Roma die Bevölkerung, die nach den 1970er Jahren aus Thrakien, Anatolien, Ost- und Südostanatolien kamen und in Balat ihr neues Zuhause gefunden haben. Das Viertel grenzt im Osten an Fener an, im Norden bildet das Goldene Horn eine natürliche Grenze. Im Westen liegt das Viertel Ayvansaray, das selber an die Theodosianische Landmauer grenzt. Im Süden liegt Draman, eines der islamischen Viertel Istanbuls.
Neben der Ahrida-Synagoge, der ältesten Synagoge Istanbuls, findet man in Balat auch einige griechische und armenische Kirchen. Im Zentrum Balats gibt es einige Supermärkte, Läden für den täglichen Bedarf und Kneipen. Die berühmteste Kneipe war die Agora Meyhanesi, die nach dem Unfalltod des Besitzers (eines griechischstämmigen Istanbulers) wegen Erbstreitigkeiten nicht mehr weitergeführt wurde. Nach Jahrelangem Leerstand hat dort nun ein Kunstmaler sein Atelier eingerichtet.